# Confinements liés à la pandémie de Covid-19 au Québec
Pour des articles plus généraux, voir Pandémie de Covid-19 au Québec et Confinements liés à la pandémie de Covid-19 par pays.
 (septembre 2022).
La mise en forme du texte ne suit pas les recommandations de Wikipédia : il faut le « wikifier ».
Les points d'amélioration suivants sont les cas les plus fréquents. Le détail des points à revoir est peut-être précisé sur la page de discussion.
- Les titres sont pré-formatés par le logiciel. Ils ne sont ni en capitales, ni en gras.
- Le texte ne doit pas être écrit en capitales (les noms de famille non plus), ni en gras, ni en italique, ni en « petit »…
- Le gras n'est utilisé que pour surligner le titre de l'article dans l'introduction, une seule fois.
- L'italique est rarement utilisé : mots en langue étrangère, titres d'œuvres, noms de bateaux, etc.
- Les citations ne sont pas en italique mais en corps de texte normal. Elles sont entourées par des guillemets français : « et ».
- Les listes à puces sont à éviter, des paragraphes rédigés étant largement préférés. Les tableaux sont à réserver à la présentation de données structurées (résultats, etc.).
- Les appels de note de bas de page (petits chiffres en exposant, introduits par l'outil «  Source ») sont à placer entre la fin de phrase et le point final[comme ça].
- Les liens internes (vers d'autres articles de Wikipédia) sont à choisir avec parcimonie. Créez des liens vers des articles approfondissant le sujet. Les termes génériques sans rapport avec le sujet sont à éviter, ainsi que les répétitions de liens vers un même terme.
- Les liens externes sont à placer uniquement dans une section « Liens externes », à la fin de l'article. Ces liens sont à choisir avec parcimonie suivant les règles définies. Si un lien sert de source à l'article, son insertion dans le texte est à faire par les notes de bas de page.
- La présentation des références doit suivre les conventions bibliographiques. Il est recommandé d'utiliser les modèles {{Ouvrage}}, {{Chapitre}}, {{Article}}, {{Lien web}} et/ou {{Bibliographie}}. Le mode d'édition visuel peut mettre en forme automatiquement les références.
- Insérer une infobox (cadre d'informations à droite) n'est pas obligatoire pour parachever la mise en page.

Pour une aide détaillée, merci de consulter Aide:Wikification.
Si vous pensez que ces points ont été résolus, vous pouvez retirer ce bandeau et améliorer la mise en forme d'un autre article.

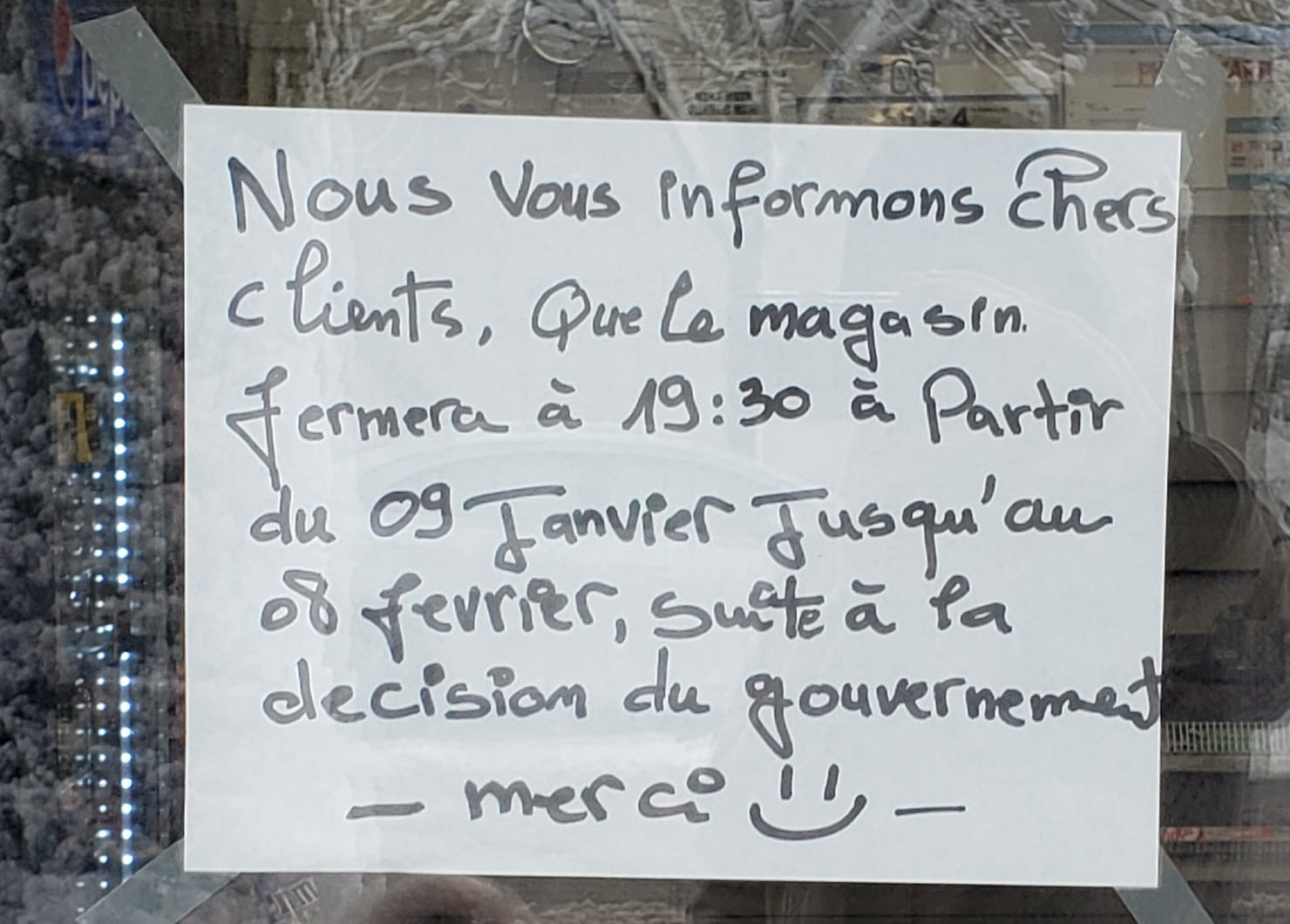
Affiche dans une porte de dépanneur indiquant la fermeture à 19h30 en raison du couvre-feu.

Les confinements liés à la pandémie de Covid-19 au Québec font partie d'une série de mesures prises par le gouvernement du Québec pour lutter contre la propagation de Covid-19. Le premier confinement, est annoncé le 23 mars 2020 par François Legault. Cette « mise sur pause » de la province prend place à minuit le 24 mars 2020. Du 4 mai au 1er juillet 2020, un déconfinement progressif se met en place. Face à la deuxième vague, le gouvernement du Québec remet en place des restrictions s'apparentant à un confinement partiel le 1er octobre 2020 dans certains régions. Le 25 décembre 2020, une grande partie des régions du Québec sont reconfinées. Le 9 janvier 2021, la province en entier se reconfine, avec des exceptions régionales, et un couvre-feu est mis en place entre 20 h et 5 h.

## Restrictions liées à la première vague

### Contexte
La maladie à coronavirus 2019 (covid-19) est apparue en décembre 2019 à Wuhan en Chine. Le premier cas est déclaré au Québec le 28 février 2020. La maladie se propage assez vite. Le 12 mars, le Québec interdit les rassemblements de plus de 250 personnes. Le 13 mars, face au nombre de cas, les écoles du Québec de tous les niveaux sont amenées à fermer leurs portes. Le lendemain, l'état d'urgence sanitaire est déclaré. Le 21 mars, tous les rassemblements extérieurs et intérieurs sont interdits. À l'étranger, les confinements se multiplient : en France, en Italie ou en Espagne, les populations sont invitées à rester à la maison. 

### Premier confinement total (24 marsau4 mai 2020)
Le 23 mars 2020, le premier ministre du Québec, François Legault, annonce qu'à compter du 24 mars à minuit, le Québec « se mettra sur pause ». Cette décision est prise alors que la province compte un total de 628 cas et 4 morts. Cependant, la propagation du virus parait hors de contrôle et le gouvernement veut éviter une surcharge dans les hôpitaux. Dès le 24 mars, il y a plus de 1 000 cas. Legault est conseillé par le Dr Horacio Arruda, directeur de la santé publique, dans les décisions quant aux restrictions à imposer. Le confinement annoncé le 23 mars inclut des mesures comme la fermeture de toutes les activités économiques jugées non essentielles et l'interdiction des rassemblements. Certains magasins (vêtements, sports, etc.), les restaurants, les bars, les cafés, les théâtres, les cinémas, les musées, les stations de ski, les parcs nationaux, les entreprises de construction sont des exemples d'activités mises sur pause par le gouvernement. Les rassemblements sont interdits en tout temps. Les déplacements entre différentes régions ou différentes villes sont interdits et des contrôles policiers sont mis en place pour restreindre l'accès à certaines régions. Les visites dans les résidences pour personnes âgées sont interdites. Le gouvernement demande aux Québécois de rester à la maison pour sauver des vies. Contrairement à d'autres pays, le confinement du Québec n'inclut pas une interdiction de sortir ou une limitation du temps pour faire son activité physique extérieure. Il n'y a pas de système d'attestation pour se déplacer comme il y a pu en avoir lors du confinement en France.

### Déconfinement progressif (4 maiau1erjuillet 2020)
Le confinement est réduit à partir du 4 mai grâce aux réouvertures progressives. Les commerces non essentiels sont autorisés à ouvrir à cette date, exception faite de la métropole de Montréal car celle-ci est l'épicentre de l'épidémie dans la province. À Montréal et dans son agglomération, les commerces rouvrent finalement le 25 mai 2020. Ce sont ensuite les bars et restaurants qui rouvrent le 15 juin au Québec et le 22 juin dans le Grand Montréal. Simultanément, les rassemblements privés sont de nouveaux autorisés.

## Restrictions liées à la seconde vague

### Confinement partiel des zones rouges (1eroctobreau24 décembre 2020)
Face à une recrudescence des cas en septembre 2020, spécialement dans certaines régions du Québec (désignées comme zones rouges), le gouvernement annonce un reconfinement partiel à compter du 1er octobre 2020 pour les régions de Montréal et ses banlieues, de Québec et de Chaudières-Appalaches. Les nouveaux cas quotidiens se situent dans les environs de 1 000. Dès le 1er octobre, les restaurants, bars et cafés ferment excepté pour les livraisons et commandes à emporter. Les théâtres, cinémas et musées doivent également fermer et les rassemblements intérieurs sont interdits. Seules les personnes vivant seules peuvent recevoir un visiteur à la fois chez elles. Les rassemblements extérieurs restent tolérés ainsi que les manifestations, dans lesquelles le port du masque devient obligatoire. Des personnes en profitent pour aller passer des séjours dans les zones orange limitrophes, notamment à Saint-Sauveur, afin de profiter des restaurants et autres commerces dont l'accès n'est pas aussi restreint qu'en zone rouge. Ces mesures vont permettre de contenir les nouvelles contaminations sur un plateau à environ 1 000 cas quotidiennement. Petit à petit, d'autres régions ou localités passent en zone rouge. Malgré cela, à compter de la fin novembre, le nombre de nouveaux cas quotidiens commence à réaugmenter. Le télétravail devient obligatoire pour les employés de bureau le 17 décembre, soit le lendemain de l'annonce du gouvernement quant aux restrictions de la période des Fêtes.

### Fermeture des commerces non essentiels (25 décembre 2020au8 janvier 2021)
Pour contrer cette nouvelle augmentation du nombre de cas de Covid-19 et la propagation de la maladie, surtout durant les fêtes de fin d'année, le gouvernement annonce des mesures qui s'apparentent à un reconfinement total. En effet, en plus de toutes les restrictions existantes en zone rouge, les commerces non essentiels ferment leurs portes. Toutes les zones orange sont rehaussées au palier d'alerte maximum. Les soirs des 24 et 31 décembre, les rassemblements sont donc interdits. Les déplacements entre régions sont déconseillés mais demeurent permis. 

### Reconfinement total et couvre-feu (9 janvierau8 février 2021)

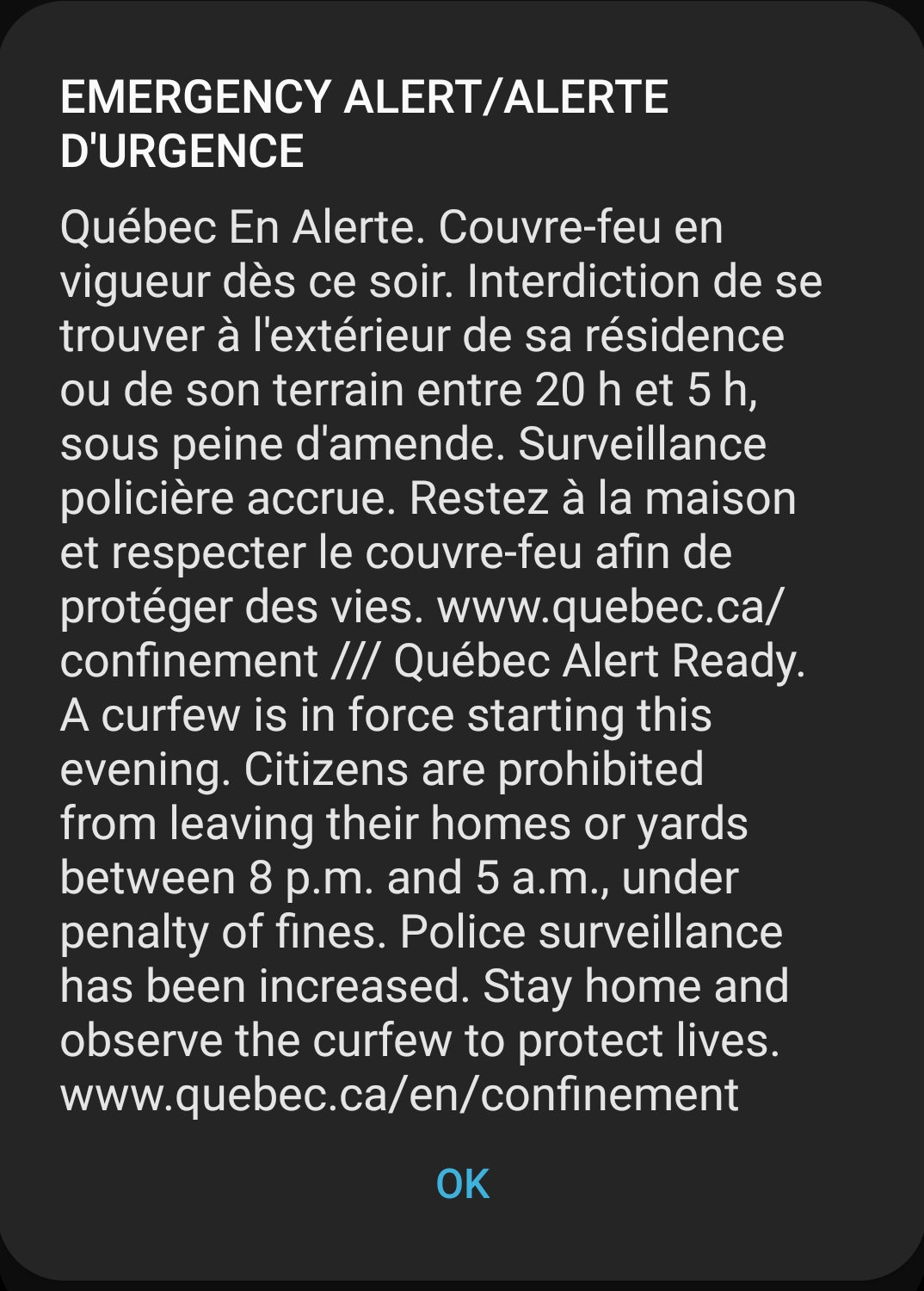
Message d'alerte du gouvernement du Québec envoyé sur tous les téléphones du Québec le 9 janvier 2021 pour annoncer le couvre-feu

Pour contrer l'augmentation continuelle du nombre de nouveaux cas et de morts, le gouvernement reconfine la totalité des Québécois excepté deux régions gérées par des peuples autochtones (les Terres-Cries-de-la-Baie-James et le Nunavik). Toutes les activités économiques non essentielles sont à nouveau interrompues. Seules des activités non essentielles mais importantes comme la construction du Réseau express métropolitain restent permises. Contrairement au premier confinement, les parcs nationaux et les stations de ski restent ouverts. L'objectif est de laisser les habitants profiter des activités hivernales. En plus de toutes ces mesures, une nouveauté est mise en place : l'instauration d'un couvre-feu entre 20 h et 5 h. Il est alors interdit de quitter son domicile. Les commerces essentiels doivent fermer à 19 h 30 pour laisser à leurs employés le temps de rentrer chez eux. Les travailleurs peuvent circuler. Il est également possible de promener son animal de compagnie. Depuis le début de la pandémie, il s'agit de la première mesure réduisant la liberté des Québécois à quitter leurs domiciles. Ce confinement devait se finir le 8 février 2021, mais fut prolongé à quelques reprises,.
Entre le 11 janvier et le 7 février, 5 327 constats d'infraction sont remis en lien avec le non-respect du couvre-feu,,. L'interprétation des règlements sur le nombre de personnes permises dans les lieux de culte est également remise en question par la communauté hassidique devant les tribunaux à la suite de la remise de contraventions à des croyants réunis dans diverses synagogues et à la suite des interventions policières aux abords de celles-ci. Les croyants hassidiques, qui interprètent que 10 personnes sont permises par salle de prière et non par édifice entier, obtiennent finalement gain de cause,.

### Déconfinement graduel (8 févrierau31 mars 2021)
En date du 8 février, près de 260 000 doses de vaccin ont été administrées à l'échelle du Québec et le nombre de nouveaux cas quotidiens et d'hospitalisations est en diminution. À compter de cette date, la province renoue avec le système des différents paliers d'alerte. Les régions du Nord-du-Québec, de la Côte-Nord, du Saguenay-Lac-Saint-Jean, de l'Abitibi-Témiscamingue, du Bas-Saint-Laurent et de la Gaspésie-Îles-de-la-Madeleine passent en zone orange, alors que le reste de la province est maintenu en zone rouge. Partout en province, les commerces non essentiels, les salons de coiffure, les musées et les bibliothèques sont autorisés à rouvrir. Les universités et cégeps peuvent accueillir des étudiants en classe. En zone rouge, les activités extérieures en groupe jusqu'à 4 personnes sont autorisées, alors que la limite est de 8 personnes en zone orange. En zone orange, les centres d'entraînement et les restaurants rouvrent en respectant certaines conditions et les lieux de culte peuvent accueillir 100 fidèles. Le couvre-feu est maintenu à 20 h en zone rouge et est repoussé à 21 h 30 en zone orange. Ces mesures prévalent jusqu'au 22 février.
Le 22 février, la région de l'Outaouais passe en zone orange. À partir du 26 février, les cinémas rouvrent partout au Québec avec une capacité d'accueil limitée. La pratique de sports individuels ou au sein de bulles individuelles à l'intérieur, notamment dans les arénas et piscines, sont autorisées. Huit personnes peuvent se réunir pour des activités extérieures.
Le 8 mars, les régions de la Capitale-Nationale, de Chaudière-Appalaches, de la Mauricie, de l’Estrie et du Centre-du-Québec passent aussi en zone orange, ne laissant que la région de Montréal et ses alentours en zone rouge. Les activités parascolaires au sein de « bulles-classes » reprennent le 15 mars. À compter du 17 mars, le début du couvre-feu est décalé à 21 h 30 en zone rouge. Les élèves de secondaire 3, 4 et 5 retournent à temps plein en classe le 22 mars en zone orange.
Le 26 mars, les régions du Nord-du-Québec, de la Côte-Nord et de la Gaspésie-Îles-de-la-Madeleine passent en zone jaune. Le couvre-feu y est levé, les rassemblements intérieurs de deux familles et activités sportives extérieures d'une douzaine de personnes sont permis. Il n'y a plus d'obligation de poursuivre le télétravail. Les salles de spectacle et lieux de culte voient leur capacité maximale augmentée à 250 personnes si une distance de 1,5 mètre peut être respectée entre chaque individu. En zone rouge, les gyms, pour les activités solitaires ou en paires, et les salles de spectacles ouvrent à partir de cette date avec obligation de tenir un registre de visiteurs.

## Restrictions liées à la troisième vague

### Resserrement des restrictions (1eravrilau27 mai 2021)
L'augmentation de la proportion des cas liés à des variants du virus, qui sont plus contagieux que la souche initiale, fait craindre l'arrivée d'une troisième vague d'infections pour avril. Certaines projections de l'INSPQ prévoient jusqu'à 10 000 nouveaux cas quotidiens, principalement chez la population plus jeune. Fin mars, cette proportion avoisine les 50 % et le 29 mars, le ministre de la santé, Christian Dubé, constate que le Québec entre dans une troisième vague, le nombre de cas quotidiens augmentant graduellement,. Un peu moins de 1,4 million de doses de vaccin ont été administrées à ce moment, principalement chez la population âgée de plus de 65 ans.
Le 1er avril, les régions de la Capitale-Nationale, de Chaudière-Appalaches, du Bas-Saint-Laurent et de l'Outaouais repassent en zone rouge, où se trouvent déjà la région de Montréal et ses environs. Des reconfinements ciblés sont décrétés pour les villes de Gatineau, Québec, et Lévis, où le taux d'infections est plus élevé, les nouvelles mesures incluent le retour du couvre-feu à 20h, la fermeture des écoles, des restaurants, des lieux culturels et des commerces non essentiels. Initialement, ces mesures sont prévues pour 11 jours, mais sont prolongées ensuite,.
Le 8 avril, les salles d'entraînement ferment dans l'ensemble des régions en zone rouge, mais les piscines et terrains de tennis demeurent ouverts. Les activités parascolaires sont suspendues et l'école est faite en alternance à la maison pour les élèves du secondaire 3, secondaire 4 et secondaire 5. Les lieux de culte ne peuvent accueillir que 25 personnes. En zone orange, donc en Abitibi, en Estrie et au Saguenay, la tenue d'un registre de fréquentation devient obligatoire dans les salles d'entraînement. Les déplacements vers les zones jaunes (Nord-du-Québec, Côte-Nord et Gaspésie-Îles-de-la-Madeleine) sont interdits, sans toutefois qu'il y ait de contrôles routiers.
Entre le 11 avril et le 3 mai, le couvre-feu est ramené à 20 h sur les îles de Montréal et de Laval,. Le 15 avril, les déplacements des autres régions vers l'Abitibi-Témiscamingue sont interdits. Le 18 avril, l'Ontario et le Québec ferment leur frontière commune. Ces restrictions s'ajoutent à celles déjà en vigueur depuis le début de la pandémie à la frontière du Québec et du Nouveau-Brunswick et à la frontière entre le Québec et les états frontaliers américains.

### Plan de déconfinement graduel de l'été 2021 (à partir du28 mai 2021)
Début mai, la situation s'améliore dans les hôpitaux du Québec. Le nombre de nouveaux cas quotidien fluctue entre 600 et 800 et le nombre d'hospitalisations est en baisse graduelle. Le couvre-feu passe à 21 h 30 sur les îles de Montréal et de Laval le 3 mai. Les mesures d'urgence sont levées en Outaouais le 17 mai et dans certaines MRC de l’Estrie, de Chaudière-Appalaches et du Bas-Saint-Laurent le 24 mai,. À la mi-mai, près de 50 % des Québécois sont vaccinés et 75 % des Québécois de plus de 18 ans ont rendez-vous pour une première dose de vaccin. La province se dit en avance sur son objectif d'avoir 75 % de la population de plus de 12 ans vaccinée d'ici au 24 juin,.
Le 18 mai, le gouvernement annonce lors d'un point de presse son plan de déconfinement pour l'été, dans lequel une liste d'assouplissements sont échelonnés dans le temps. Selon ce plan, le couvre-feu et les interdictions de déplacement entre régions sont levés partout en province le 28 mai. Les terrasses de restaurants rouvrent de façon limitée et les petits rassemblements sur terrains privés sont permis à partir de cette date. Les grandes salles intérieures, comme le Centre Bell, et les stades extérieurs, peuvent accueillir jusqu'à 2 500 personnes si elles ont la capacité de respecter certaines règles de distanciation. Le 31 mai, la plupart des zones rouges passent en zone orange et les salles à manger de restaurants rouvrent. Le 11 juin, les terrasses des bars rouvrent et les sports extérieurs en équipe sont autorisés sans contact en zone rouge et orange et avec « contacts brefs » en zone jaune. La plupart des régions devraient basculer en zone jaune le 14 juin, puis en zone verte le 28 juin. À partir du 25 juin, les colonies de vacances et camps de jour rouvrent et des événements publics extérieurs sont autorisés avec certaines balises. Des allègements sur le port du masque sont prévus pour des personnes ayant reçu 2 doses de vaccin,,.
Le 16 décembre 2021, à la veille des fêtes et avec la hausse de cas du variant Omicron, de nouvelles mesures sont entrées en vigueur, dont la capacité des endroits publics qui sera réduite, ainsi que les rassemblements privés qui n'auront pas le droit à plus de 10 personnes sous le même toit,.